# Sydney Tafler
Sydney Tafler, född 31 juli 1916 i London, död 8 november 1979 i samma stad, var en brittisk skådespelare.

## Rollista i urval
- 1947 – Drama i East End
- 1951 – Jag stal en miljon
- 1956 – Han gav sig aldrig
- 1959 – Oss bovar emellan
- 1960 – Pälsligan
- 1960 – No Kidding
- 1964 – 7:e gryningen
- 1966 – Fallet Alfie
- 1969 – Coronation Street (TV-serie)
- 1975 – The Sweeney (TV-serie)
- 1977 – Älskade spion